# Rafael Suvanto
Rafael Suvanto (* 28. Juni 1909 in Turku, Großfürstentum Finnland, Russisches Kaiserreich; † 9. März 1940 in Kärstilänjärvi, nahe Summa) war ein finnischer Astronom und als solcher Assistent von Yrjö Väisälä sowie Entdecker eines Asteroiden. Später war er Rektor einer Schule in Naantali und führte in dieser Zeit Berechnungen von Umlaufbahnen durch. Er war nicht verheiratet, hatte keine Kinder und fiel im Alter von 30 Jahren als Leutnant in den letzten Tagen des Winterkriegs.
Der von ihm entdeckte Asteroid (1927) Suvanto wurde nach ihm benannt.

## Entdeckte Asteroiden
| Asteroid       | Asteroidentyp                                | Entdeckungsdatum | Provisorische Bezeichnung(en) |
| -------------- | -------------------------------------------- | ---------------- | ----------------------------- |
| (1927) Suvanto | Mittlerer Asteroidengürtel (Eunomia-Familie) | 18. März 1936    | 1936 FP; 1930 XN              |